# Chaoyang (sockenhuvudort i Kina, Jiangxi Sheng, lat 28,44, long 118,07)
Chaoyang (kinesiska: 朝阳) är en sockenhuvudort i Kina. Den ligger i provinsen Jiangxi, i den sydöstra delen av landet, omkring 220 kilometer öster om provinshuvudstaden Nanchang. Antalet invånare är 31 027. Befolkningen består av 15 213 kvinnor och 15 814 män. Barn under 15 år utgör 25,0 %, vuxna 15-64 år 67 %, och äldre över 65 år 7,0 %.
Runt Chaoyang är det ganska tätbefolkat, med 248 invånare per kvadratkilometer. Närmaste större samhälle är Shangrao, 9,9 km väster om Chaoyang. Trakten runt Chaoyang består till största delen av jordbruksmark.
Genomsnittlig årsnederbörd är 2 682 millimeter. Den regnigaste månaden är juni, med i genomsnitt 514 mm nederbörd, och den torraste är oktober, med 39 mm nederbörd.